# Pierre Rossignol
Pour les articles homonymes, voir Rossignol (homonymie).
Pierre Rossignol, dit Brunswick, était un chef chouan pendant la Révolution française. Il combattait dans l'Armée des Chouans de Rennes et Fougères.

## Carrière
Il sert comme Grenadier de 1782 à 1788.
Il prend part à la Virée de Galerne, puis à la Chouannerie. Il est blessé à la bataille du Mans.
Rossignol reçoit ensuite le grade de chef de bataillon et le commandement de la colonne de Saint–Didier et Pocé. 
Le 15 février 1796, il est rétrogradé adjudant-major et remplacé par Louis de Chabert, un ancien officier émigré originaire du Languedoc et rescapé de l'expédition de Quiberon,.
Il est fait Chevalier de Saint-Louis en 1815.